# Driekwart
Driekwart is een breukgetal en de benaming voor ¾. Driekwart is een term waarmee iets wordt aangeduid als er een kwart van ontbreekt, anders gezegd: drie maal een kwart of drie gedeeld door vier.
Driekwart wordt als één woord, dus als één begrip gezien. Bij het begrip gaat het er eerder om dat ergens een kwart van ontbreekt, dan dat het om drie losse, opzichzelfstaande kwarten gaat. Dat blijkt ook in uitdrukkingen als:
- Driekwart van de tijd lette hij niet op.

Met "driekwart" wordt bedoeld: een groot (het grootste) deel.